# Isenburg-Büdingen

Stammwappen der Grafen und Fürsten zu Isenburg (Ysenburg)

Die Grafschaft Isenburg-Büdingen, auch: Ysenburg-Büdingen, in der südöstlichen Wetterau im nordwestlichen Main-Kinzig-Kreis und südöstlichen Wetteraukreis, war das Herrschaftsgebiet des gleichnamigen Grafengeschlechts, das im Jahr 1628 infolge einer Teilung der Grafschaft Isenburg entstand. Die Grafschaft bestand nur bis 1687, ehe sie sich weiter in vier Speziallinien (Nebenlinien) teilte (Ysenburg-Büdingen-Büdingen, Ysenburg-Büdingen-Marienborn, Ysenburg-Büdingen-Meerholz und Ysenburg-Büdingen-Wächtersbach).

## Die Landesteilungen von 1668 und 1684
Graf Wolfgang Ernst I. von Isenburg-Büdingen in Birstein, Burggraf von Gelnhausen (* 1560; † 1633), legte mehrere Jahre vor seinem Tod die Regierung nieder und teilte die Grafschaft unter seinen fünf Söhnen. Da nur zwei der Söhne männliche Nachkommen hatten, fielen die andern Landesteile an diese später zurück. In der Folge kam es zu einer Reihe von Erbkonflikten, die 1668 in die endgültige Teilung der Grafschaft in die Grafschaft Isenburg-Büdingen und Isenburg-Offenbach mündeten. Maria Charlotte (1631–1693), die Witwe von Graf Johann Ernst I. von Isenburg-Büdingen, einigte sich 1684 in einem Rezess mit Johann Ludwig (1622–1685), dem anderen überlebenden Enkel von Wolfgang Ernst I. zu Isenburg und Büdingen in Birstein auf die Teilung.

## Die Landesteilung von 1687
Am 23. Juli 1687 erfolgte in einem erneuten Rezess die Teilung des Landes unter den vier Söhnen von Maria Charlotte. Der älteste Sohn, Graf Johann Casimir von Isenburg-Büdingen (1660–1693) erhielt Schloss, Stadt und Gericht Büdingen und die umliegenden Dörfer, Ferdinand Maximilian, der zweitälteste Sohn erhielt Schloss und Stadt Wächtersbach, Karl August erhielt Marienborn, im heutigen Büdinger Stadtteil Eckartshausen mit den umliegenden Dörfern und Georg Albrecht erhielt Meerholz und die umliegenden Dörfer (vgl. auch die Legende von den Vier Fichten). Daher gab es in der Folgezeit neben der (alten) Hauptlinie Isenburg-Birstein die (neuen) Speziallinien zu Ysenburg und Büdingen in Büdingen, zu Ysenburg und Büdingen in Meerholz und zu Ysenburg und Büdingen in Wächtersbach.

## Verlust der Selbständigkeit im neuen Staat des Rheinbundes
Durch die Rheinbundakte 1806 wurde Carl Fürst zu Isenburg-Birstein (* 1766; † 1820, er regierte von 1803 bis 1820 meist mit Residenz in Offenbach am Main) souverainer Fürst über alle isenburgische Lande (Carls Großvater, der Graf von Isenburg-Birstein war 1744 vom deutschen König und Kaiser in den Fürstenstand erhoben worden; aber erst 1803 (Reichsdeputationshauptschluss) erhielt sein Enkelsohn eine Virilstimme im Reichsfürstenrat). Die Speziallinien wurden mediatisiert, die Gebiete der Grafschaften verloren ihre bisherige Quasi-Selbständigkeit und hießen nun Distrikte. Unter Fürst Carl wurde aus dem ehemaligen Reichsterritorium ein moderner Staat weitgehend nach napoleonischem Vorbild.

## Standesherrn unter Kurfürst und Großherzog ab 1816
Durch Beschluss des Wiener Kongresses 1815 kam der Staat an das Kaisertum Österreich und im Jahr 1816 nach einem Teilungsvertrag an das Großherzogtum Hessen (Offenbach, Neu-Isenburg, Sprendlingen, Dreieich und das Gebiet der Speziallinie Ysenburg und Büdingen in Büdingen) und das Kurfürstentum Hessen (das nördlich des Mains gelegene Gebiet von Isenburg-Birstein und die Gebiete der Speziallinien Ysenburg und Büdingen in Meerholz und Ysenburg und Büdingen in Wächtersbach wurden geteilt). Im nachfolgenden zum Deutschen Bund gehörenden Großherzogtum Hessen und Kurfürstentum Hessen waren sowohl die ehemalige Hauptlinie in Birstein und die Speziallinien Standesherrn in beiden Staaten, also auch Ysenburg-Büdingen. Die Grafen schrieben ihr "Isenburg" in der Folgezeit – wie heute noch – mit "Y".

## Grafen und Fürsten von Ysenburg und Büdingen (1633–1918)

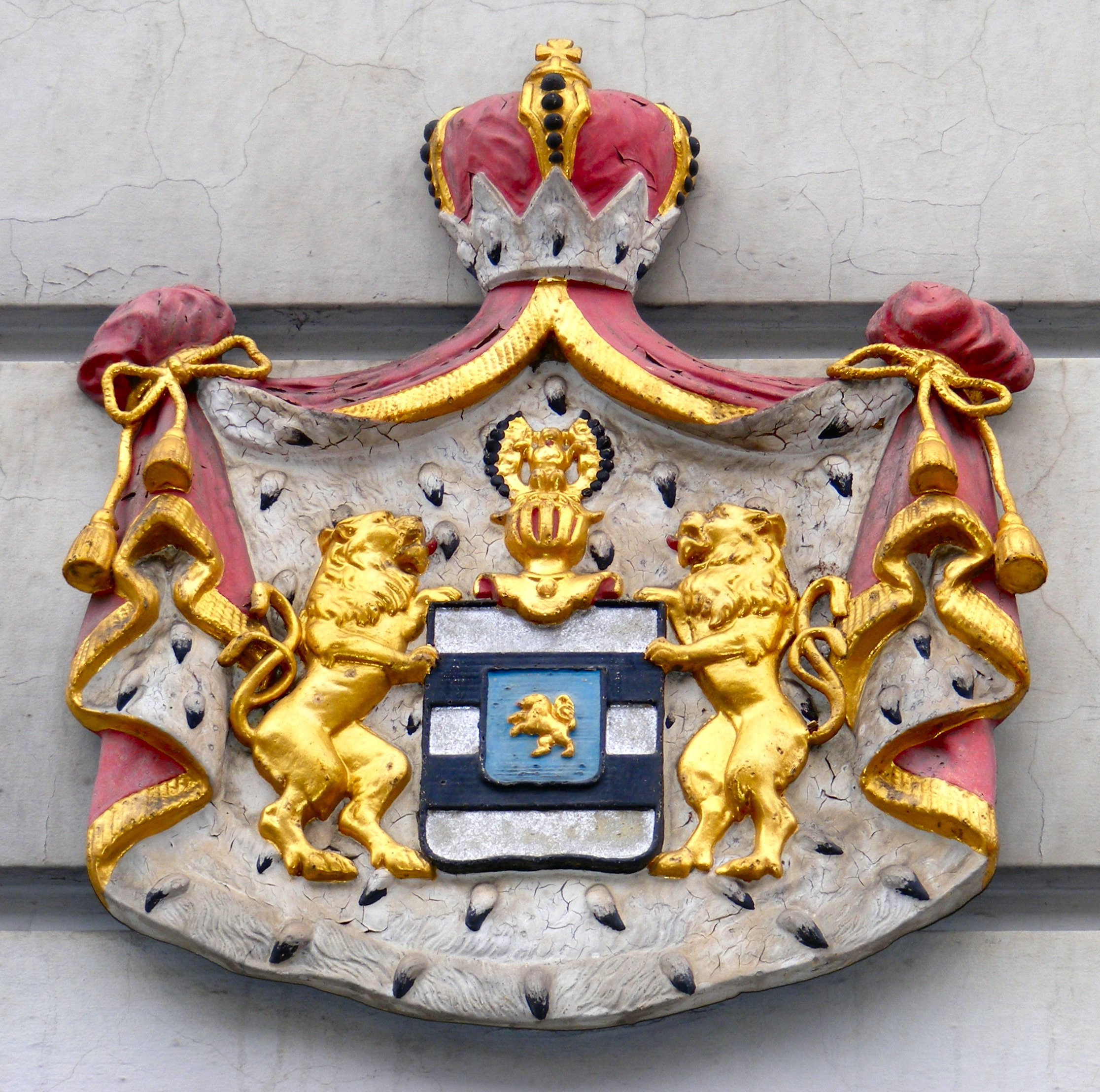
Wappen Isenburg-Birstein in Fulda

- 1633–1673 Graf Johann Ernst I. von Isenburg-Büdingen (* 1625; † 1673)
- 1673–1693 Graf Johann Casimir von Isenburg und Büdingen (* 1660; † 1693)
- 1693–1708 Graf Johann Ernst II. von Isenburg und Büdingen (* 1683; † 1708)
- 1708–1749 Graf Ernst Casimir I. von Isenburg-Büdingen (* 1687; † 1749)
- 1749–1768 Graf Gustav Friedrich von Isenburg und Büdingen (* 1715; † 1768)
- 1768–1775 Graf Ludwig Casimir von Isenburg und Büdingen (* 1710; † 1775)
- 1775–1801 Graf Ernst Casimir II. von Isenburg und Büdingen (* 1757; † 1801)
- 1801–1848 Graf Ernst Casimir III. von Isenburg und Büdingen (* 1781; † 1852), seit 1840 als
- 1840–1848 Fürst Ernst Casimir I. zu Ysenburg und Büdingen, resignierte 1848
- 1848–1861 Fürst Ernst Casimir II. zu Ysenburg und Büdingen
- 1861–1906 Fürst Bruno zu Ysenburg und Büdingen
- 1906–1918 Fürst Wolfgang zu Ysenburg und Büdingen

## Chefs des Hauses Ysenburg-Büdingen (seit 1918)

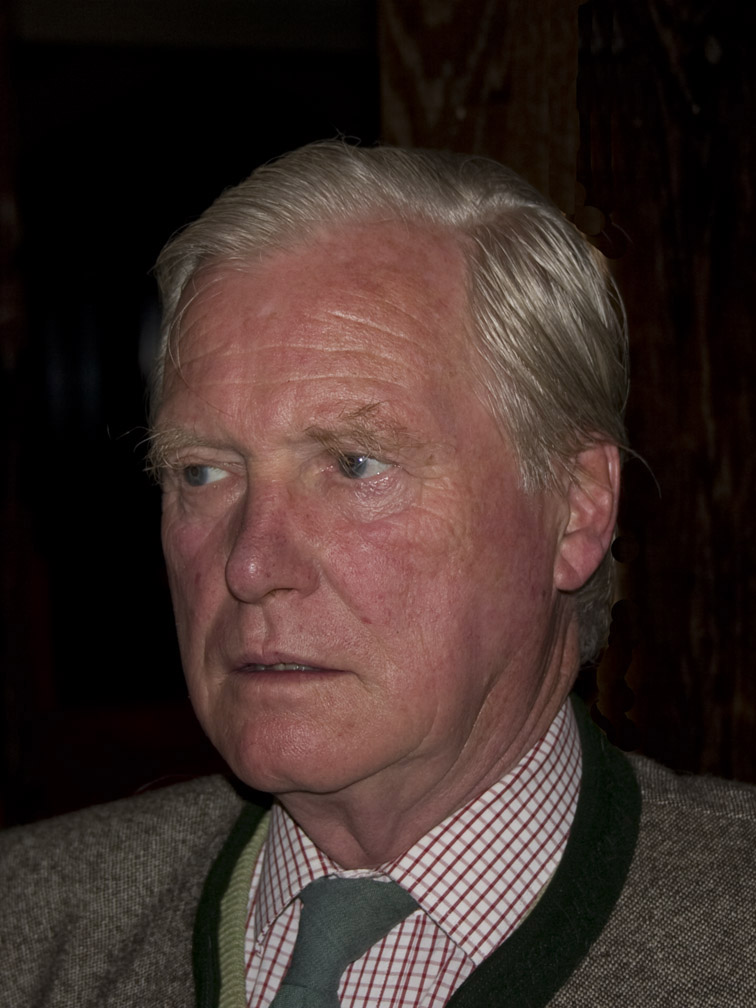
Wolfgang-Ernst zu Ysenburg und Büdingen, 2009

- 1918–1920 Wolfgang Fürst zu Ysenburg und Büdingen in Büdingen (* 1877; † 1920)
- 1920–1922 Alfred Fürst zu Ysenburg und Büdingen in Büdingen (* 1841; † 1922), verzichtete am 30. Juli 1920 auf die Güter der Familie
- 1922–1941 Carl Gustav Fürst zu Ysenburg und Büdingen in Büdingen (* 1875; † 1941), adoptierte im Jahr 1936 Otto Friedrich von Ysenburg und Büdingen in Wächtersbach
- 1941–1990 Otto Friedrich Fürst zu Ysenburg und Büdingen (* 1904; † 1990)
- seit 1990 Wolfgang-Ernst Fürst zu Ysenburg und Büdingen (* 1936)

## Weitere Namensträger (chronologisch)
- Anton von Isenburg-Büdingen zu Ronneburg (1501–1560), Graf
- Wolfgang Ernst I. von Isenburg-Büdingen (1560–1633), Burggraf von Gelnhausen
- Georg August zu Ysenburg und Büdingen in Philippseich (1741–1822), königlich bayerischer General
- Ludwig Maximilian zu Ysenburg-Büdingen (1741–1805), deutscher regierender Graf
- Karl zu Ysenburg-Büdingen-Meerholz (1763–1832), Abgeordneter der kurhessischen Ständeversammlung
- Heinrich Ferdinand zu Ysenburg und Büdingen in Philippseich (1770–1838), deutscher Standesherr und Abgeordneter
- Ludwig Maximilian zu Ysenburg-Büdingen (1791–1821), deutscher Standesherr und Abgeordneter
- Georg zu Ysenburg und Büdingen in Philippseich (1794–1875), Generalleutnant und Abgeordneter
- Adolf zu Ysenburg-Büdingen (1795–1859), deutscher Standesherr und Abgeordneter
- Gustav zu Ysenburg und Büdingen (1813–1883), preußischer Diplomat und Generalleutnant
- Ferdinand Maximilian zu Ysenburg-Büdingen (1824–1903), deutscher Standesherr
- Friedrich Wilhelm zu Ysenburg und Büdingen (1850–1933), deutscher Standesherr

## Schlösser

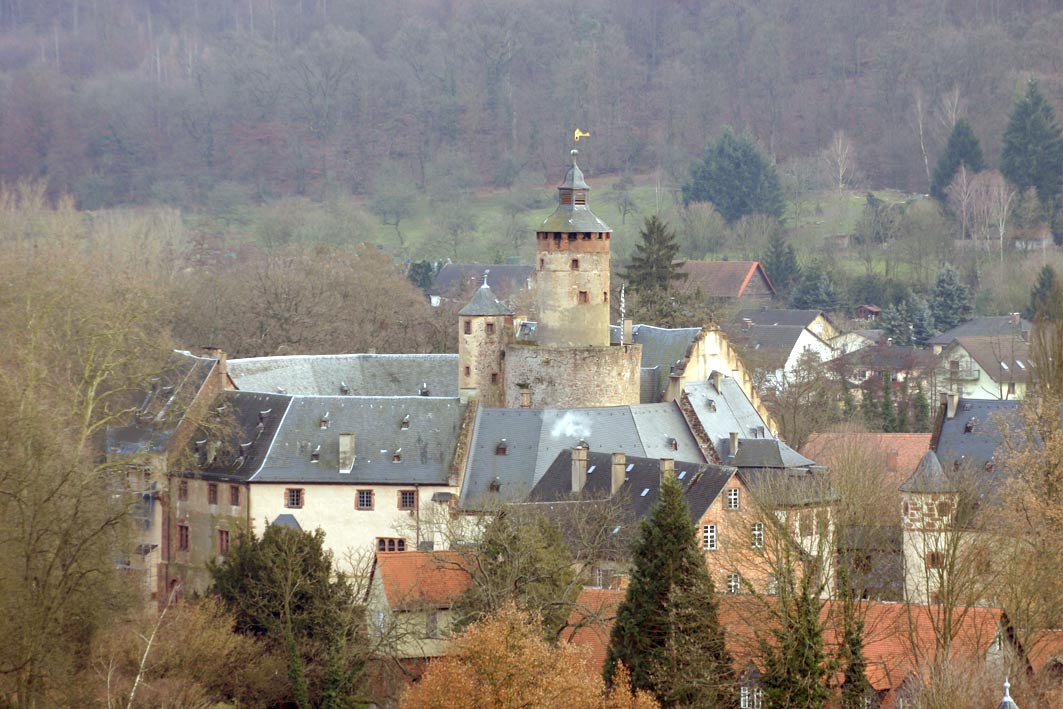
Schloss Büdingen
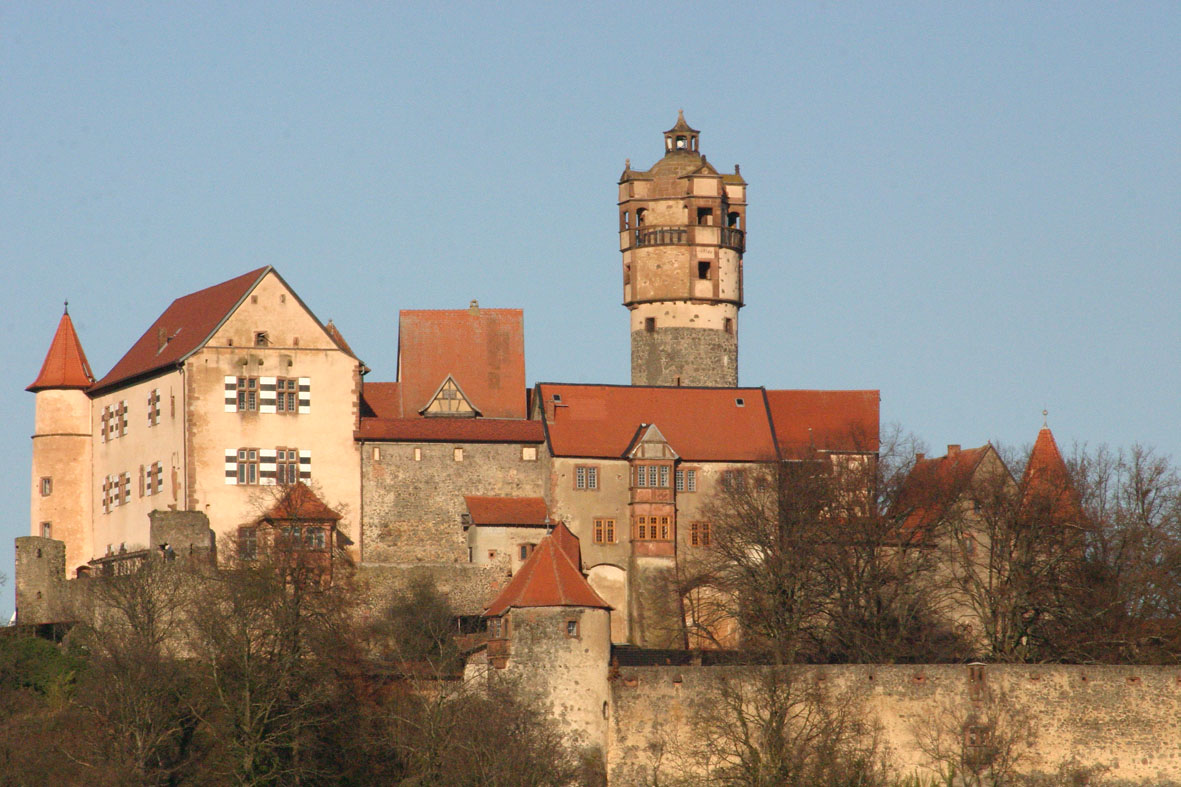
Burg Ronneburg
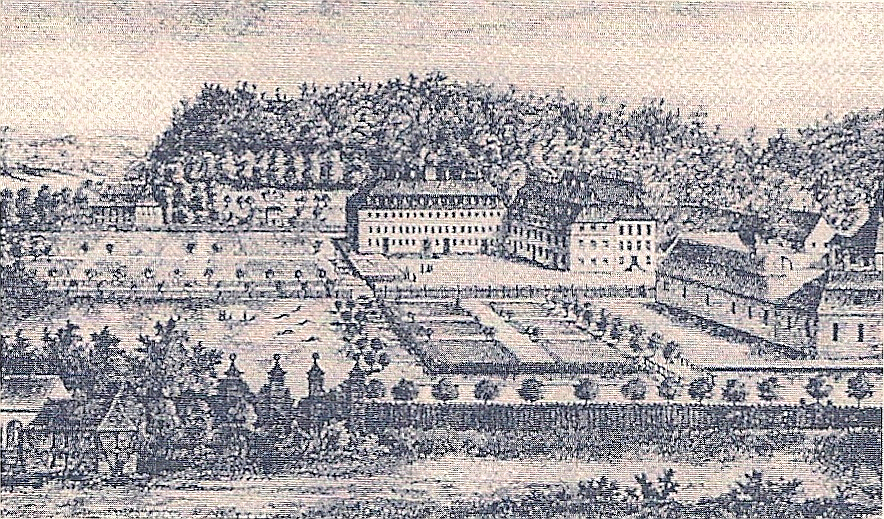
Schloss Marienborn
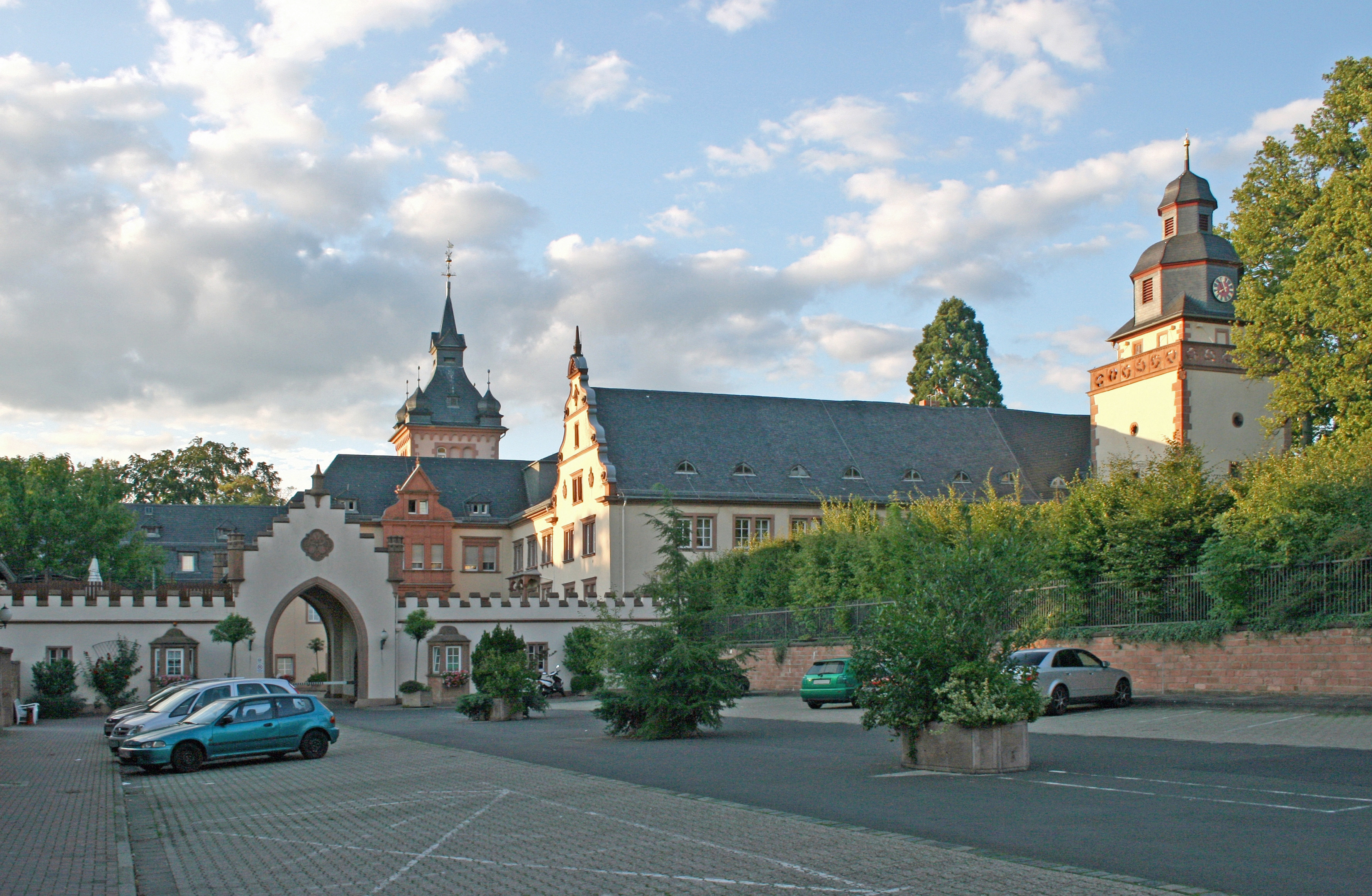
Schloss Meerholz
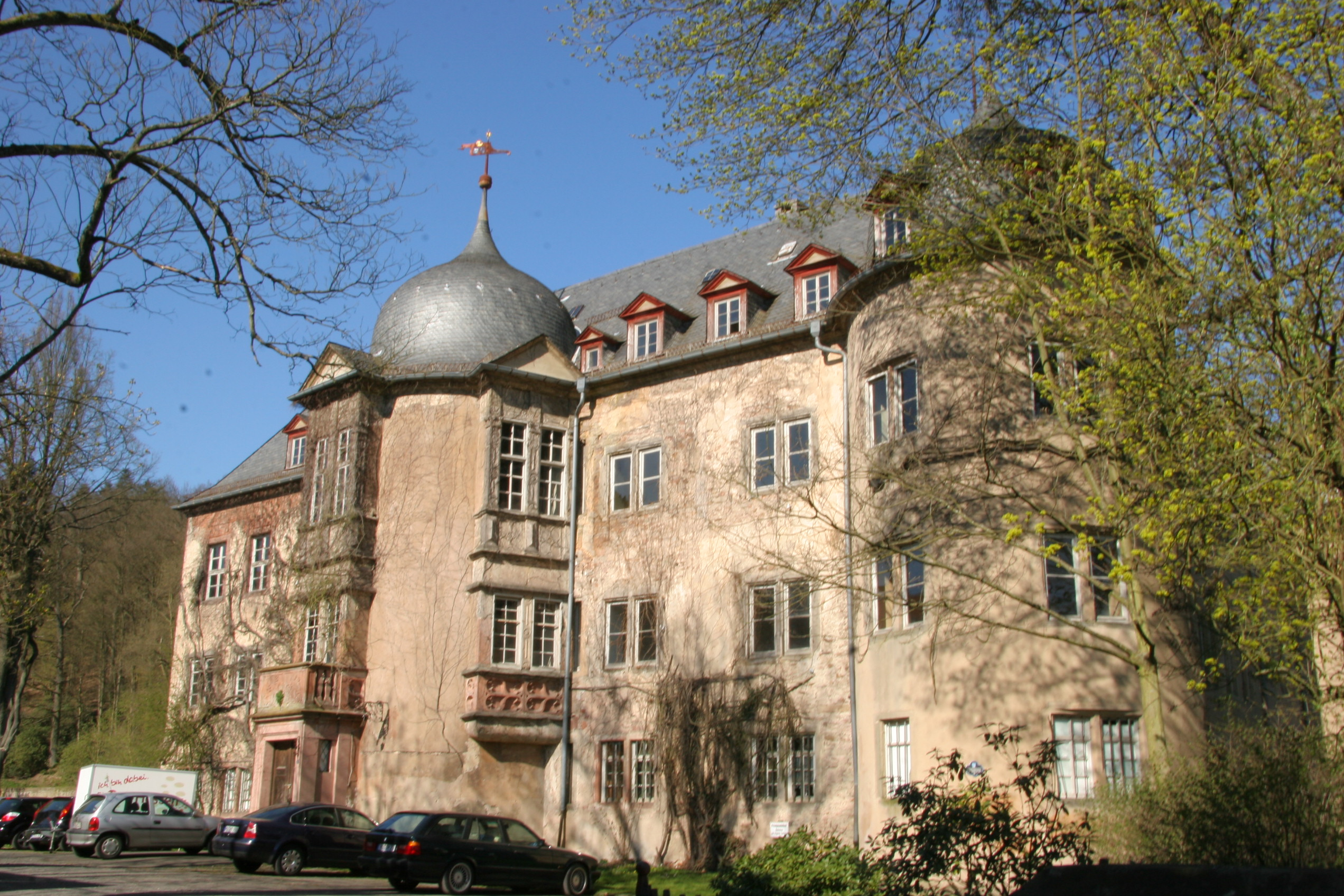
Schloss Wächtersbach